# Championnat de Guyane de football 2020-2021
Navigation
Édition précédente Édition suivante
La saison 2020-2021 est la cinquante-neuvième édition du championnat de Guyane de football de Régional 1 et met aux prises quinze clubs pour le titre de champion de Guyane.
Pour une seconde saison consécutive, le championnat guyanais est perturbé par la pandémie de Covid-19. Le couvre-feu imposé le dimanche, les nombreux reports dus aux cas de Covid-19, l'indisponibilité des installations et les intempéries sont autant d'obstacles ayant marqué une saison qui ne peut aller à son terme et où les équipes ont joué un nombre de rencontres irrégulier.
Ainsi, lors de la réunion de son comité directeur, le 21 mai 2021, la Ligue de football de la Guyane décide de mettre un terme avec effet immédiat à tous les championnats qu'elle organise. Le 11 juin suivant, les modalités de fin de saison sont publiées : aucune relégation ne sera appliquée pour le championnat de Régional 1, trois équipes sont promues de Régional 2 et aucun titre n'est décerné dans l'ensemble des catégories.

## Participants
Un total de quinze équipes participent au championnat, onze d'entre elles étant déjà présentes la saison précédente, auxquelles s'ajoutent quatre promus de deuxième division que sont l'ASC Arc-en-Ciel, le Loyola OC, l'US Sinnamary et l'ASC Ouest qui remplacent le Kourou FC, relégué à l'issue de l'édition précédente.
| Équipe               | Classement 2019-2020 | Stade                     | Ville                   |
| -------------------- | -------------------- | ------------------------- | ----------------------- |
| Olympique de Cayenne | Champion             | Stade Georges-Chaumet     | Cayenne                 |
| ASC Le Geldar        | 2                    | Stade Bois Chaudat        | Kourou                  |
| US Matoury           | 3                    | Stade municipal           | Matoury                 |
| ASU Grand-Santi      | 4                    | Stade René-Long           | Grand-Santi             |
| ASC Agouado          | 5                    | Stade de Moutendé         | Apatou                  |
| FC Oyapock           | 6                    | Stade Grégoire Ho-A-Chuck | Saint-Georges           |
| AS Étoile de Matoury | 7                    | Stade municipal           | Matoury                 |
| CSC Cayenne          | 8                    | Stade Georges-Chaumet     | Cayenne                 |
| ASC Remire           | 9                    | Stade Edmard-Lama         | Remire-Montjoly         |
| SC Kouroucien        | 10                   | Stade Bois Chaudat        | Kourou                  |
| AJ Saint-Georges     | 11                   | Stade Georges-Chaumet     | Cayenne                 |
| ASC Arc-en-Ciel      | Régional 2           | Stade Edmard-Lama         | Remire-Montjoly         |
| Loyola OC            | Régional 2           | Stade Edmard-Lama         | Remire-Montjoly         |
| ASC Ouest            | Régional 2           | Stade René-Long           | Saint-Laurent-du-Maroni |
| US Sinnamary         | Régional 2           | Stade omnisports          | Sinnamary               |

| \| Cayenne : CSC Cayenne Olympique de Cayenne AJ Saint-Georges Rémire-Montjoly : ASC Remire ASC Arc-en-Ciel Loyola OC Cayenne ASC Le Geldar SC Kouroucien ASC Agouado US Matoury AS Étoile de Matoury FC Oyapock Rémire-Montjoly ASU Grand-Santi ASC Ouest US Sinnamary \| Localisation des équipes engagées. |
| Cayenne : CSC Cayenne Olympique de Cayenne AJ Saint-Georges Rémire-Montjoly : ASC Remire ASC Arc-en-Ciel Loyola OC Cayenne ASC Le Geldar SC Kouroucien ASC Agouado US Matoury AS Étoile de Matoury FC Oyapock Rémire-Montjoly ASU Grand-Santi ASC Ouest US Sinnamary                                          |

| Cayenne : CSC Cayenne Olympique de Cayenne AJ Saint-Georges Rémire-Montjoly : ASC Remire ASC Arc-en-Ciel Loyola OC Cayenne ASC Le Geldar SC Kouroucien ASC Agouado US Matoury AS Étoile de Matoury FC Oyapock Rémire-Montjoly ASU Grand-Santi ASC Ouest US Sinnamary |

## Compétition

### Format initial
Les quinze équipes sont réparties en deux groupes, le groupe A composé de huit clubs tandis que le groupe B en regroupe sept. Les équipes affrontent à deux reprises les autres clubs de leur groupe selon un calendrier tiré aléatoirement. Les trois dernières équipes au classement du groupe A et les deux dernières équipes du groupe B sont directement reléguées en deuxième division. Les cinquièmes de chaque groupe s'affrontent pour un barrage de relégation. Le vainqueur est maintenu tandis que le perdant joue sa place contre une équipe de Régional 2, celle-ci étant le club terminant troisième de la triangulaire entre les trois vainqueurs de groupes de Régional 2,,.

### Classement
Le classement est établi sur le barème de points classique (victoire à 4 points, match nul à 2, défaite à 1). Voici le classement au moment de son abandon le 21 mai 2021.
| Rang | Équipe                 | Pts | J  | G | N | P | Bp | Bc | Diff |
| ---- | ---------------------- | --- | -- | - | - | - | -- | -- | ---- |
| 1    | Olympique de Cayenne T | 30  | 11 | 6 | 1 | 4 | 25 | 15 | +10  |
| 2    | FC Oyapock             | 27  | 9  | 6 | 0 | 3 | 22 | 17 | +5   |
| 3    | Loyola OC P            | 26  | 10 | 5 | 1 | 4 | 14 | 16 | -2   |
| 4    | AS Étoile de Matoury   | 25  | 10 | 5 | 2 | 3 | 21 | 18 | +3   |
| 5    | US Sinnamary P         | 23  | 10 | 4 | 2 | 4 | 16 | 13 | +3   |
| 6    | AJ Saint-Georges       | 21  | 9  | 3 | 3 | 3 | 16 | 16 | 0    |
| 7    | SC Kouroucien          | 18  | 10 | 2 | 2 | 6 | 16 | 24 | -8   |
| 8    | ASC Agouado            | 11  | 7  | 1 | 1 | 5 | 11 | 22 | -11  |

| Rang | Équipe            | Pts | J | G | N | P | Bp | Bc | Diff |
| ---- | ----------------- | --- | - | - | - | - | -- | -- | ---- |
| 1    | US Matoury        | 25  | 8 | 5 | 2 | 1 | 28 | 7  | +21  |
| 2    | ASU Grand-Santi   | 20  | 5 | 5 | 0 | 0 | 11 | 4  | +7   |
| 3    | ASC Le Geldar     | 16  | 6 | 3 | 1 | 2 | 10 | 7  | +3   |
| 4    | CSC Cayenne       | 14  | 9 | 1 | 2 | 6 | 7  | 19 | -12  |
| 5    | ASC Arc-en-Ciel P | 13  | 7 | 2 | 0 | 5 | 11 | 21 | -10  |
| 6    | ASC de l'Ouest P  | 12  | 6 | 2 | 1 | 3 | 9  | 14 | -5   |
| 7    | ASC Remire        | 10  | 5 | 1 | 2 | 2 | 7  | 11 | -4   |

- Qualification pour la finale du championnat
- Qualification pour le barrage de relégation
- Équipes reléguées

T : Tenant du titre

P : Promu de Régional 2

## Bilan du tournoi
| Championnat de Guyane de football 2020-2021 |                                   |
| Champion                                    | Titre non décerné                 |
| Qualifications continentales                |                                   |
| Promotions et relégations                   |                                   |
| Promus en Régional 1                        | ASC Karib                         |
| Promus en Régional 1                        | USC Montsinery                    |
| Promus en Régional 1                        | EF Iracoubo                       |
| Relégués en Régional 2                      | ASC Arc-en-Ciel (non inscription) |
| Relégués en Régional 2                      | Pas de relégation                 |